# Corinna propera
Corinna propera là một loài nhện trong họ Corinnidae.
Loài này thuộc chi Corinna. Corinna propera được miêu tả năm 1935 bởi Dyal.